# Буцень Олег Васильович
Олег Васильович Буцень (4 березня 1923, Київ — 11 жовтня 1966) — український дитячий письменник, поет.

## Біографія
Народився 4 березня 1923 року в Києві в сім'ї службовця.
У 1941 році після закінчення десятирічки поступив у Тбіліське авіаційне училище. Учасник німецько-радянської війни. Воював на різних фронтах до її кінця, нагороджений медалями.
Після демобілізації вступив на філологічний факультет Київського державного університету імені Тараса Шевченка, а після його закінчення в 1951 році працював учителем української мови та літератури в Бережанському педагогічному училищі на Тернопільщині, потім — в дитячій редакції Українського радіо, у видавництві «Веселка».

Могила Олега Буценя

Мешкав у Києві. Помер після важкої хвороби 11 жовтня 1966 року. Похований на Байковому кладовищі (ділянка № 8а).

## Творчість
Перші вірші з'явилися у фронтовій пресі, у студентські роки друкувався у газеті. Олег Буцень — перший редактор-упорядник календаря «Дванадцять місяців», що почав виходити у Дитвидаві з 1958 року. Писав оповідання про дітей і для дітей. Оповідання звучали по радіо. Друкувалися в журналах «Малятко», «Барвінок», у московських альманахах «Звездочка», «Круглый год».
Переважна більшість книжок Олега Буценя випущена видавництвом «Веселка». Це зокрема збірки оповідань для малят:
- «Що розповів калачик» (1959);
- «З ранку до вечора» (1961);
- «Так чи не так» (1962, 1979, 1983);
- «Город узимку» (1963, 1969, 1988);
- «Не варто ображатись» (1964);
- «Солодкий дощ» (1965);
- «Наше відкриття» (1967, 1972, 1977);
- «Перші канікули» (1973);
- «Підйомний кран» (1988).

Окремі твори друкувалися в щорічниках «Календарик-дошколярик», у збірниках «Перший раз — у перший клас» (1986), «Веселі пригоди» (1985, 1986), «Слово до слова — весела розмова» (1994, 2002).
Оповідання видавалися у перекладі на російську мову («Так или не так», 1973).